# 克里沃諾西夫卡 (蘇梅州)
52°9′13″N 33°26′25″E / 52.15361°N 33.44028°E
克里沃諾西夫卡（烏克蘭語：Кривоносівка）是位於烏克蘭東北部的村莊，由蘇梅州紹斯特卡區的茲諾布-諾夫霍羅茨凱市鎮負責管轄。該村處於比奇哈河左岸，分別距離赫拉佐韋2.5公里和博羅維齊5公里，海拔高度137米，2001年人口346。